# Cariblatta spinostylata
Cariblatta spinostylata är en kackerlacksart som beskrevs av Guilherme A.M.Lopes och de Oliveira 2002. Cariblatta spinostylata ingår i släktet Cariblatta och familjen småkackerlackor. Inga underarter finns listade.